# Callistege
 Callistege is een ondergeslacht van nachtvlinders uit de familie spinneruilen (Erebidae). Vroeger was het een geslacht maar nu wordt het gezien als ondergeslacht van Euclidia.

## Soorten
- Callistege diagonalis - Dyar, 1898
- Callistege futilis - Staudinger, 1897
- Callistege intercalaris - Grote, 1882
- Callistege mi (Mi-vlinder) - (Clerck, 1759)
- Callistege oranensis - Rothschild, 1920
- Callistege regia - Staudinger, 1888
- Callistege triangula - Barnes & McDunnough, 1918